# Renault Zoe
Renault Zoe – elektryczny samochód osobowy klasy subkompaktowej produkowany pod francuską marką Renault w latach 2012–2024.

## Historia i opis modelu

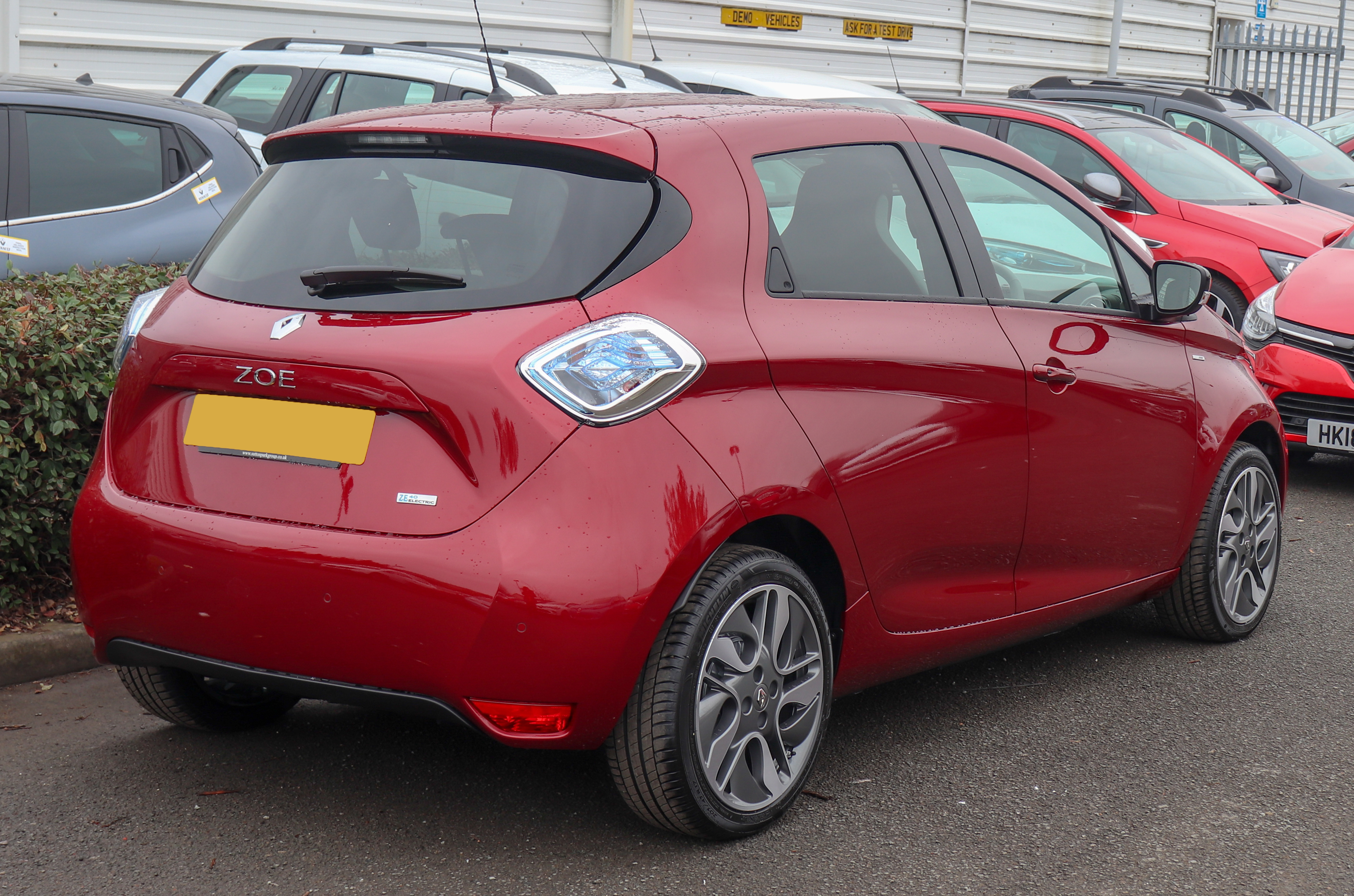
Renault Zoe - tył

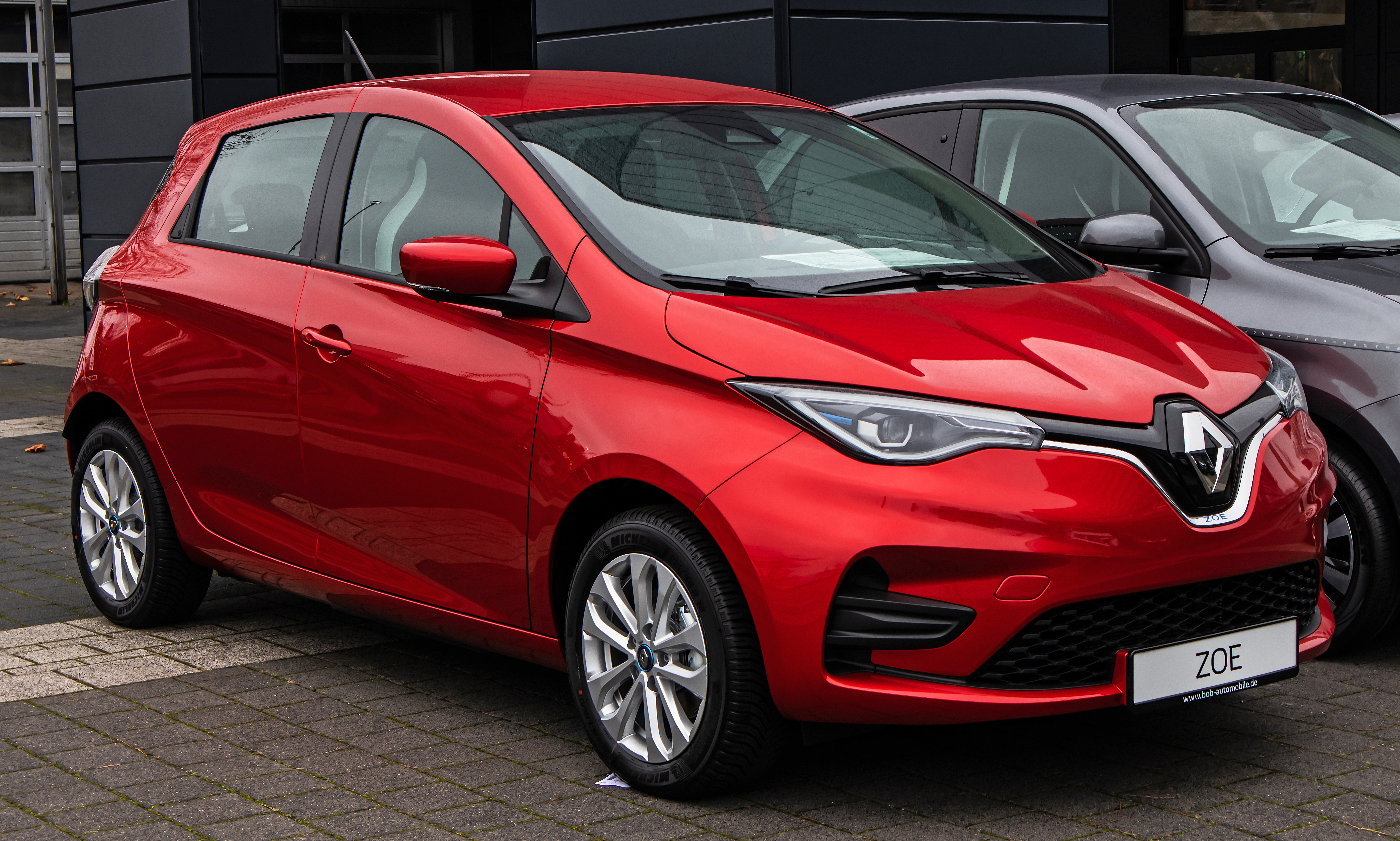
Renault Zoe po liftingu

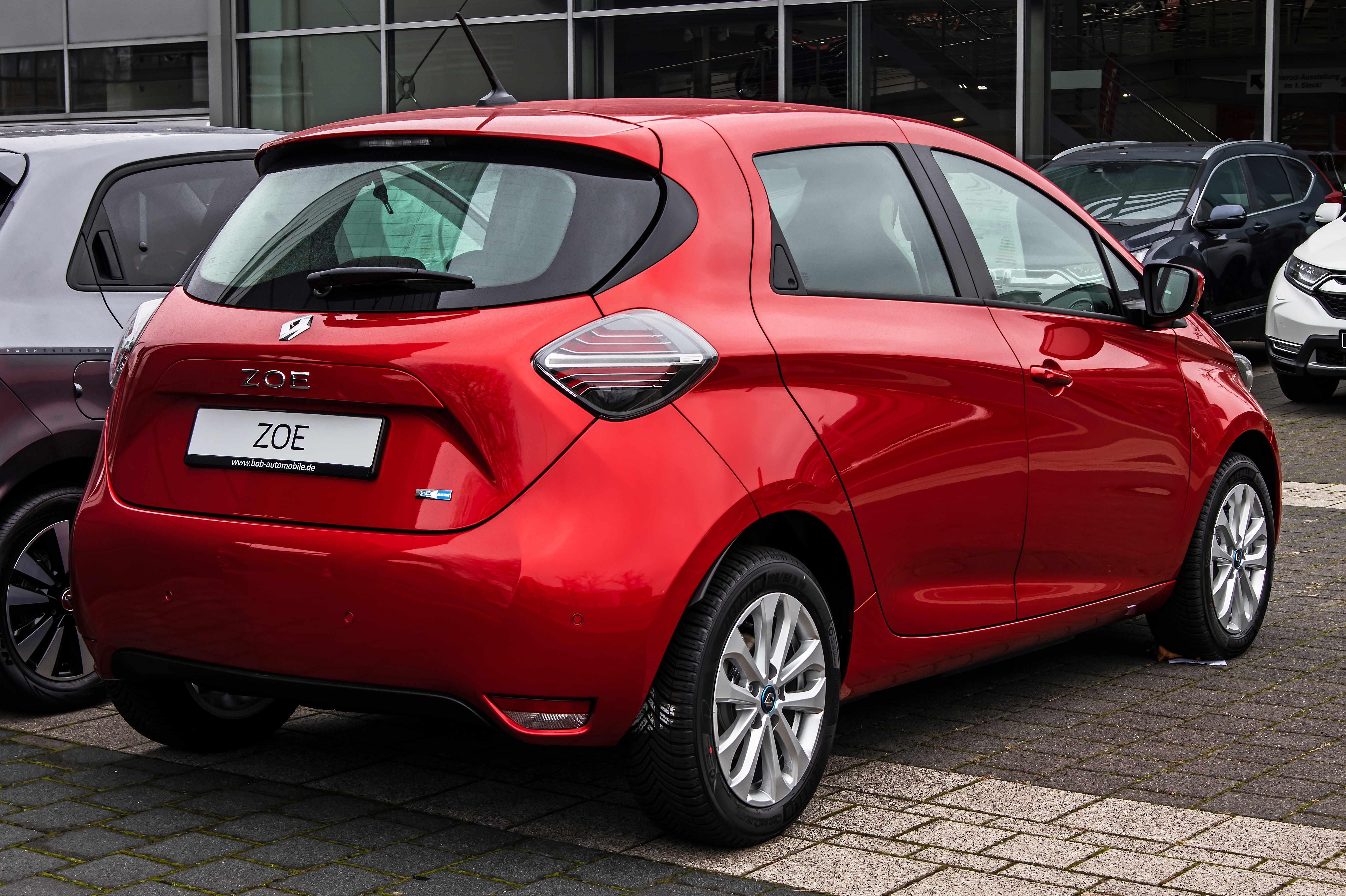
Renault Zoe - tył po liftingu

### Rozwój
Nazwa Zoe została zastosowana przez Renault po raz pierwszy w 2005 roku podczas targów motoryzacyjnych w Genewie, kiedy to przedstawiony został prototyp miejskiego 3-drzwiowego hatchbacka o nazwie Renault Zoé Concept. Pojazd obrazował ówczesne plany francuskiego producenta wobec rozwoju gamy miejskich modeli. Cztery lata później Renault powróciło do nazwy Zoe przy okazji premiery jesienią 2009 roku we Frankfurcie kolejnego prototypu, który zaprezentował tym razem wizję miejskiego samochodu osobowego zasilanego napędem elektrycznym o nazwie Renault Zoe ZE Concept.
Jesienią 2010 roku podczas targów motoryzacyjnych w Paryżu zaprezentowano z kolei bezpośrednią zapowiedź produkcyjnego Zoe w postaci bliskiego produkcyjnej formie prototypu Renault Zoe Preview. Samochód zawarł zarówno przyszłe rozwiązania stylistyczne, jak i specyfikę parametrów układu elektrycznego.

### Premiera
Seryjne Renault Zoe zadebiutowało oficjalnie w marcu 2012 roku jako pierwszy seryjny samochód Renault zaprojektowany od podstaw jako pojazd elektryczny. Pojazd został zbudowany na bazie płyty podłogowej modelu Clio, dzieląc z nim wystrój kabiny pasażerskiej na czele z kierownicą oraz charakterystycznie ukształtowanym panelem centralnym z umieszczonym wysoko wyświetlaczem dotykowym systemu multimedialnego.
Pod kątem wizualnym produkcyjne Renault Zoe obszernie odtworzyło stylistykę prototypu z 2010 roku, wyróżniając się wąską i wysoką sylwetką nadwozia, wysoko umieszczonymi, agresywnie ukształtowanymi reflektorami, a także stosunkowo niewielką powierzchnią wlotów powietrza. Tylne drzwi zakończyło charakterystyczne, łukowate przetłoczenie.
W 2013 roku Renault Zoe przeszło testy bezpieczeństwa Euro NCAP. Samochód otrzymał komplet 5 gwiazdek. W styczniu 2014 roku samochód wyróżniony został tytułem Best in Class przyznawanym cyklicznie najbezpieczniejszym pojazdom ubiegłego roku testowanym przez Euro NCAP.
Jest to pierwszy produkcyjny samochód elektryczny, który przekroczył barierę 200 kilometrów zasięgu w cyklu NEDC (210 kilometrów). Dzięki opatentowanemu przez Renault układowi ładowania Cameleon baterie można ładować z wielu źródeł energii. Najwięcej czasu zabiera naładowanie z domowego gniazdka 230 V (8–10 godzin), z publicznych terminali trwa to od 30 do 60 minut. Złącze do ładowania akumulatorów umieszczono pod logotypem Renault.
W roku 2015 samochód wyposażono w nowy, bardziej ekonomiczny silnik, dzięki któremu zasięg wzrósł o około 8%, do poziomu ok. 240 km. Pozostałe parametry takie jak prędkość maksymalna, czy przyspieszenie nie uległy zmianie. Nowy silnik dysponuje taką samą mocą i momentem obrotowym.
We wrześniu 2016 roku Renault ogłosiło wprowadzenie do sprzedaży nowej wersji Zoe, z zasięgiem powiększonym do maksymalnie 400 kilometrów. Było to możliwe dzięki zastosowaniu nowych baterii o pojemności około 41 kWh, opracowanych przez LG Chem. Nowa wersja modelu została oznaczona ZE 40 i początkowo oferowana była tylko na wyselekcjonowanych rynkach, równolegle z odmianą o mniejszym zasięgu.

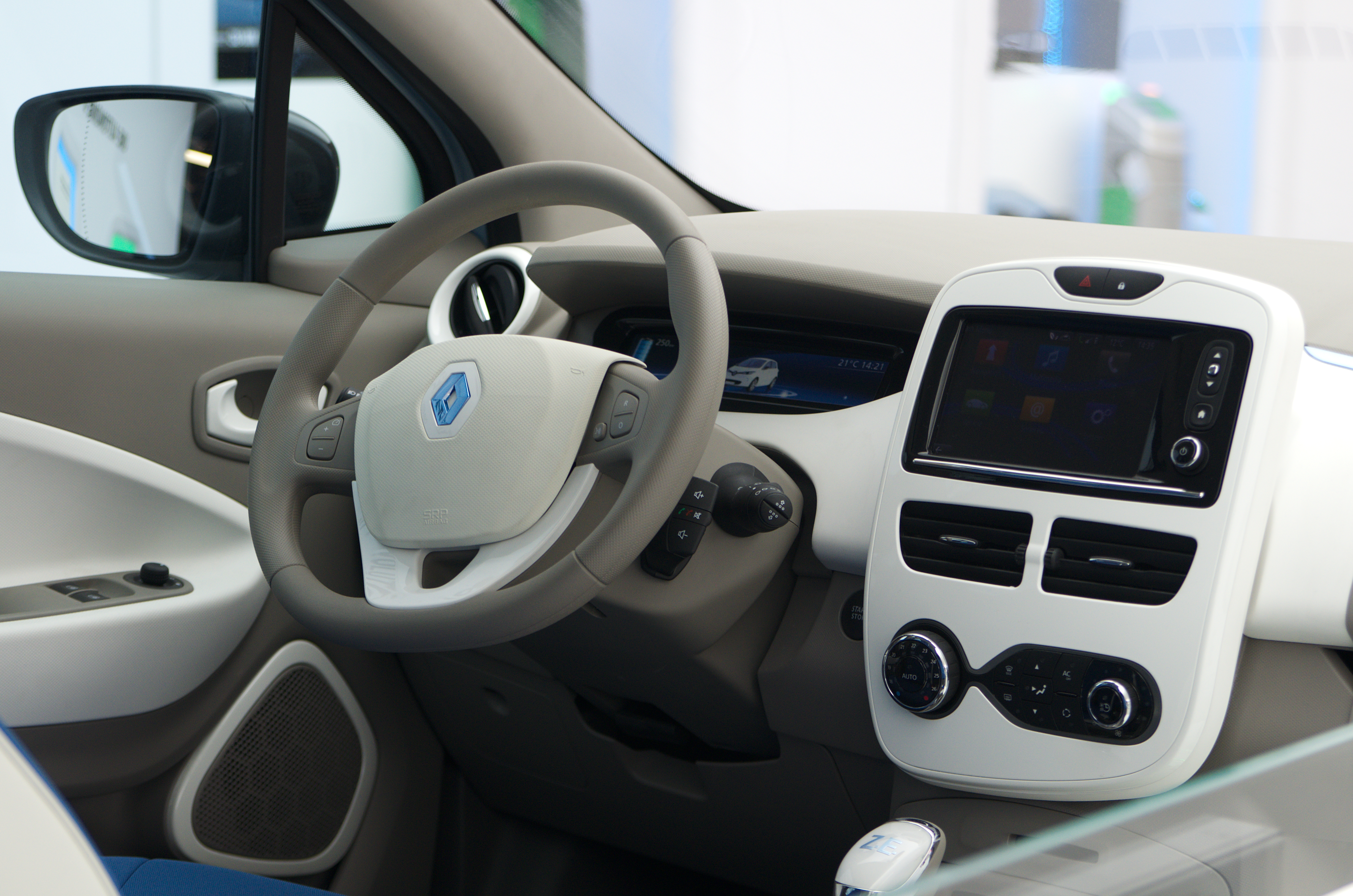
Phase 1 - kokpit

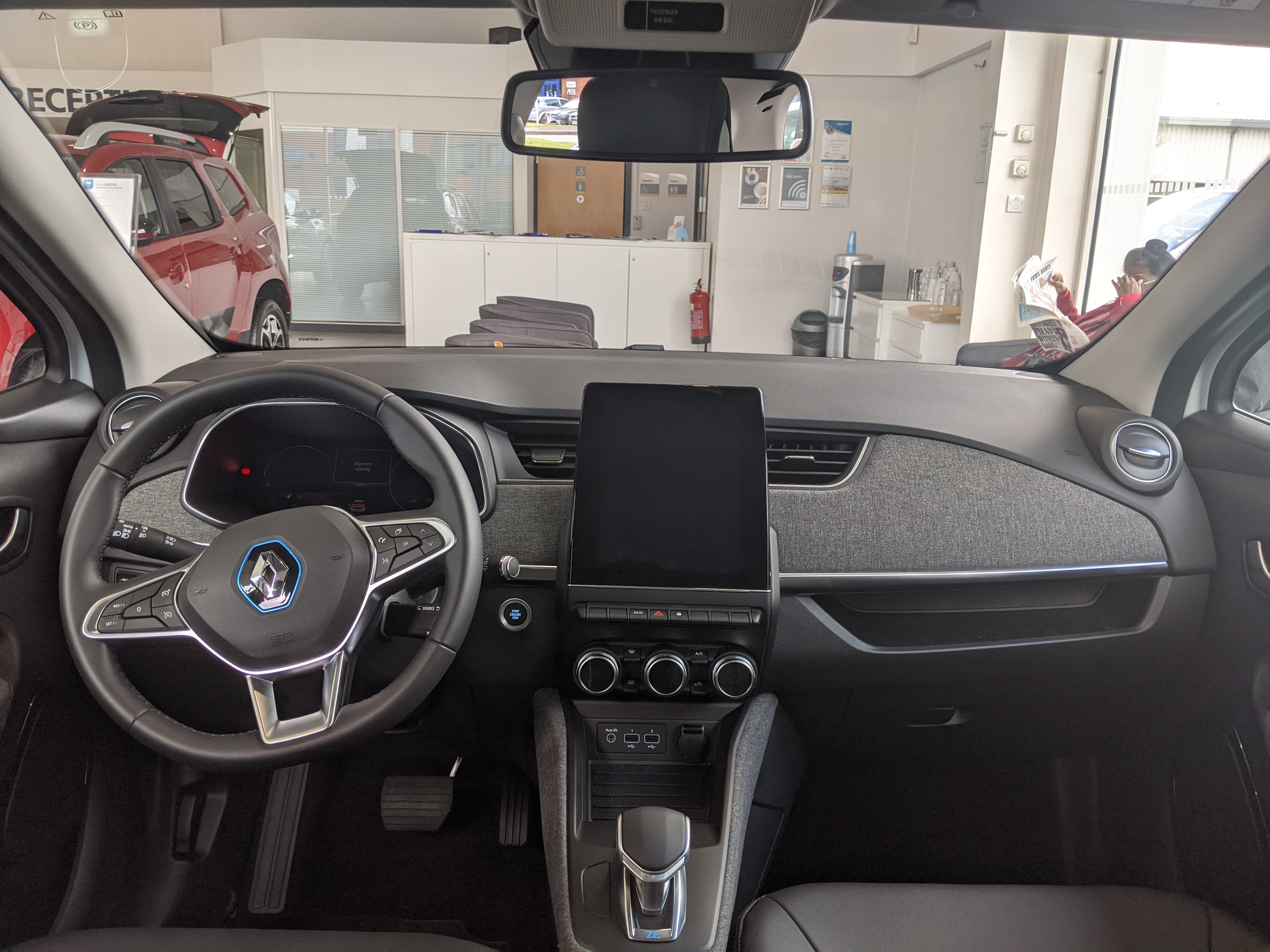
Phase 2 - kokpit

### Lifting
W czerwcu 2019 roku Renault przedstawiło Zoe po gruntownej modernizacji, w obszernym zakresie rozwijając stosowaną przez dotychczasowe 7 lat koncepcję stylistyczną. Pas przedni zyskał przeprojektowany kształt reflektorów, które stały się większe i wzbogacone zostały oświetleniem LED. Przeprojektowany został także zderzak, wloty powietrza i osadzenie halogenów, a ponadto - zmieniono ukształtowanie atrapy chłodnicy. Tylna część nadwozia zyskała mniej rozległy zakres zmian, gdzie ograniczono się do innych, czerwonych wkładów lamp.
Największe zmiany wizualne re-stylizacja wprowadziła w kabinie pasażerskiej. Zastosowano tam zupełnie nowy kokpit w stylu piątej generacji Clio z większym kołem kierownicy, cyfrowym układem wskaźników, a także charakterystycznym centralnie umieszczonym dotykowym wyświetlaczem systemu multimedialnego o przekątnej 9,3 cala. Pod kątem technicznym unowocześniono układ napędowy, przez co samochód stał się wydajniejszy i ma większy zasięg.

### Koniec produkcji i następca
Jesienią 2023 roku Renault oficjalnie potwierdziło, że po 12 latach obecności rynkowej i ok. 420 tysiącach zbudowanych egzemplarzy, koniec produkcji Zoe został wyznaczony we francuskich zakładach firmy na 30 marca 2024 roku. Decyzja ta poza zaawansowanym wiekiem konstrukcji została umotywowana prezentacją zupełnie nowego, równolegle debiutującego modelu. Renault 5 E-Tech Electric przejęło w ten sposób rolę subkompaktowego, elektrycznego modelu.

### Wersje wyposażeniowe
- Life/One
- Zen
- Intens

Standardowo pojazd wyposażony jest w ABS z EBD, przednie i boczne poduszki powietrzne, automatyczne włączanie świateł awaryjnych w przypadku nagłego hamowania, ESC, ASR i CSV, system Isofix, HBA, klimatyzację automatyczną, elektryczne sterowanie szyb, system multimedialny R-Link wyposażony w 7-calowy ekran dotykowy, nawigację satelitarną, 4-głośnikowy system audio z radioodtwarzaczem CD/MP3 z Bluetooth oraz gniazdem USB, SD i Jack, system odzyskiwania energii z hamowania, tryb Eco, 15-calowe alufelgi.

### Dane techniczne[20]
| Wariant    | Produkcja | Pojemność baterii | Moc             | Moment obr.                    | 0–100 km/h | V-max    | Zasięg     | Moc i czas ładowania                                               |
| ---------- | --------- | ----------------- | --------------- | ------------------------------ | ---------- | -------- | ---------- | ------------------------------------------------------------------ |
| Phase I    | 2012–2015 | 22 kWh            | 65 kW (88 KM)   | 220 Nm przy 250-2500 obr./min  | 13,5 s     | 135 km/h | 100–150 km | 43 kW (3 × 63 A) 30 minut                                          |
| Phase I    | 2015–2016 | 23,3 kWh          | 65 kW (88 KM)   | 220 Nm przy 250-2500 obr./min  | 13,5 s     | 135 km/h | 100–150 km | 22 kW (3 × 32 A) 1 godzina                                         |
| Phase I    | 2017–2019 | 23,3–41 kWh       | 57 kW (77 KM)   | 210 Nm przy 210-2600 obr./min  | 15,5 s     | 135 km/h | 260–320 km | 22 kW (3 × 32 A) 2 godziny                                         |
| Phase I    | 2017–2019 | 23,3–41 kWh       | 68 kW (92 KM)   | 225 Nm przy 225-3000 obr./min  | 13,2 s     | 135 km/h | 260–320 km | 22 kW (3 × 32 A) 2 godziny                                         |
| Phase I    | 2017–2019 | 23,3–41 kWh       | 65 kW (88 KM)   | 220 Nm przy 250-2500 obr./min  | 13,2 s     | 135 km/h | 260–320 km | 43 kW (3 × 63 A) 1 godzina                                         |
| Phase I/II | od 2018   | 23,3–41–52 kWh    | 80 kW (109 KM)  | 225 Nm przy 1500-3395 obr./min | 11,4 s     | 135 km/h | 260–390 km | 22 kW (3 × 32 A) 2 godziny                                         |
| Phase II   | od 2019   | 52 kWh            | 100 kW (135 KM) | 245 Nm                         | 9,5 s      | 140 km/h | 300–390 km | 22 kW AC (3 × 32 A) 3 godziny 50 kW DC (3 × 32 A) 1 godzina do 80% |

### Sprzedaż

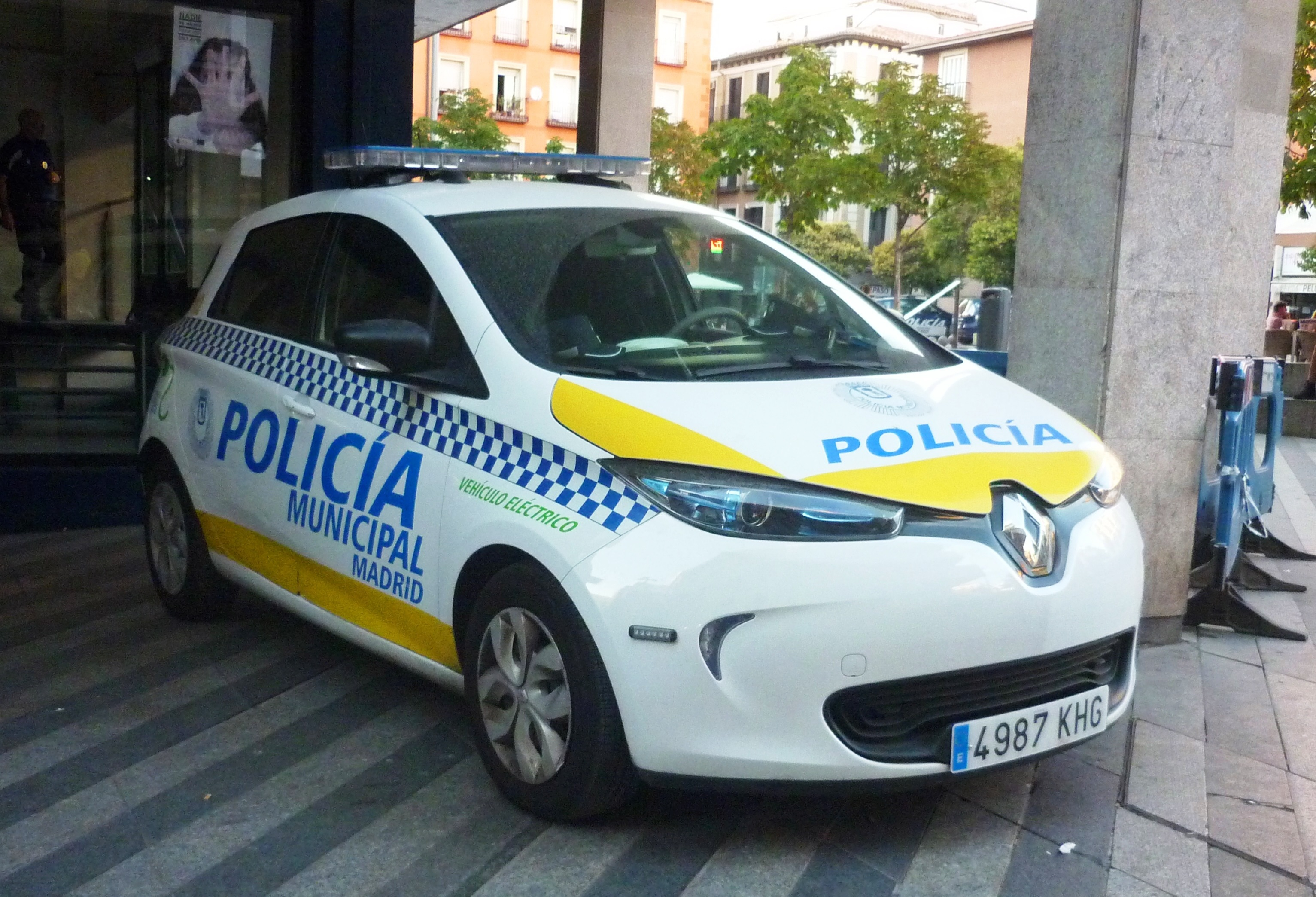
Zoe hiszpańskiej policji

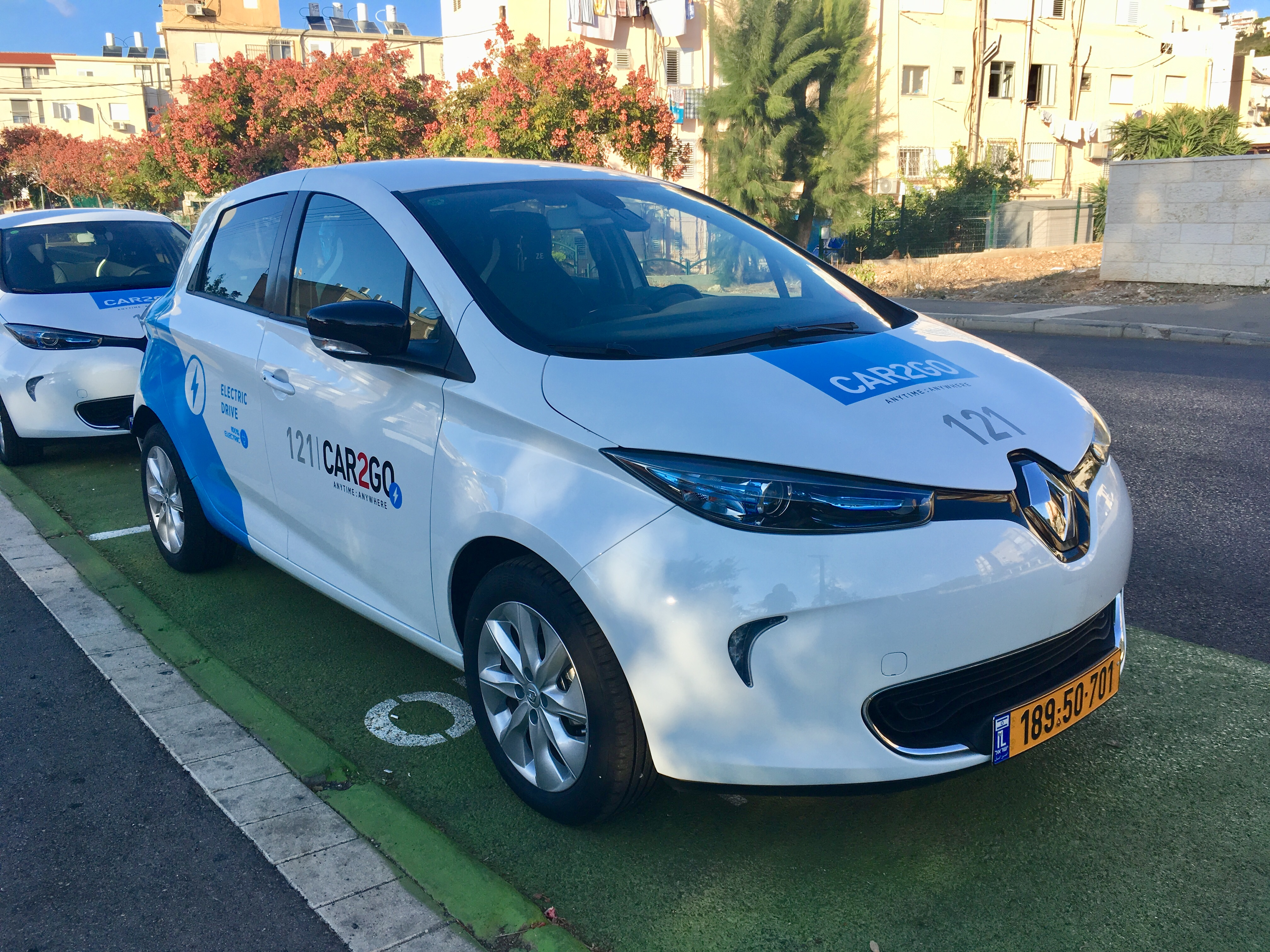
Zoe izraelskiej sieci carsharing

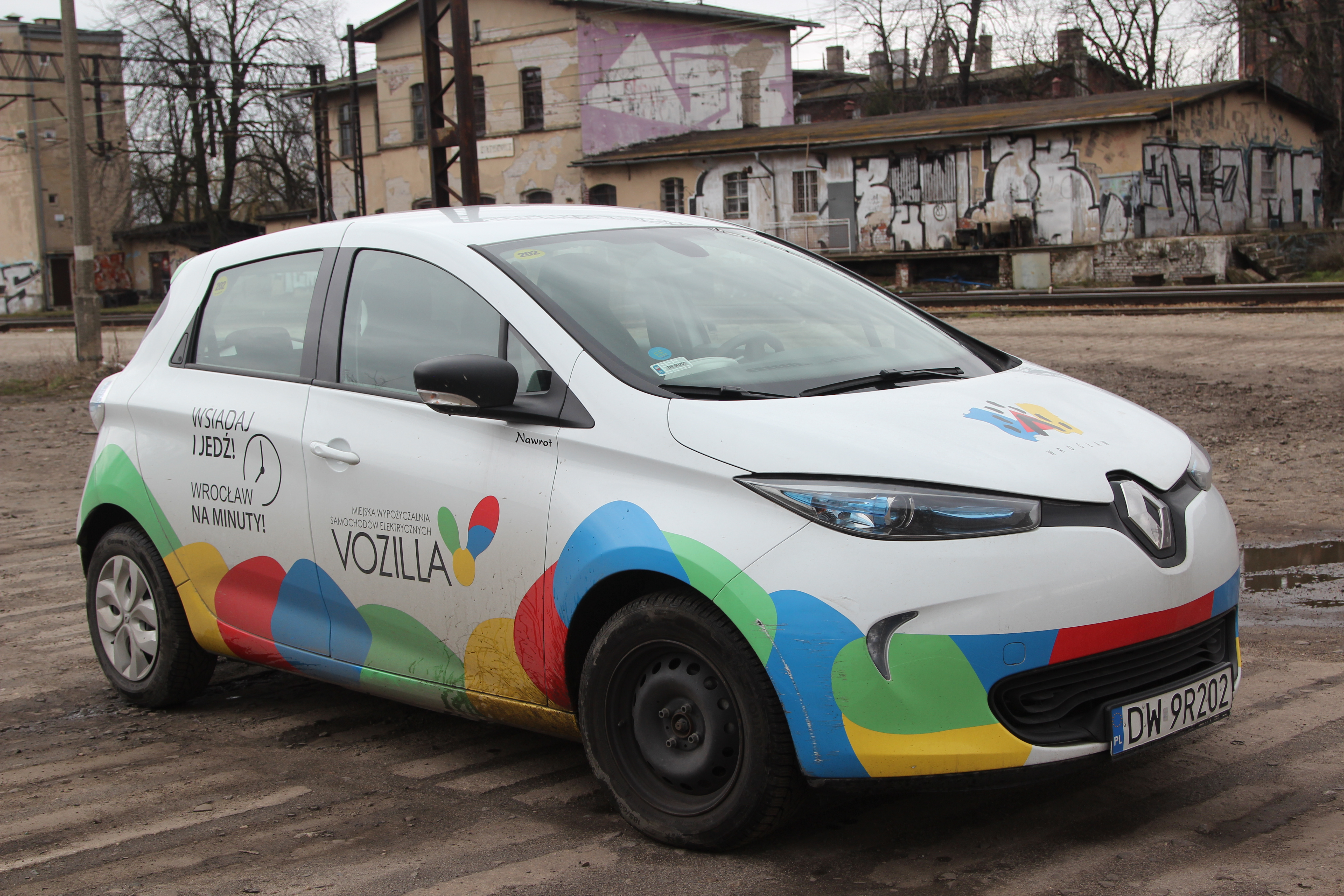
Zoe w polskim carsharingu Vozilla

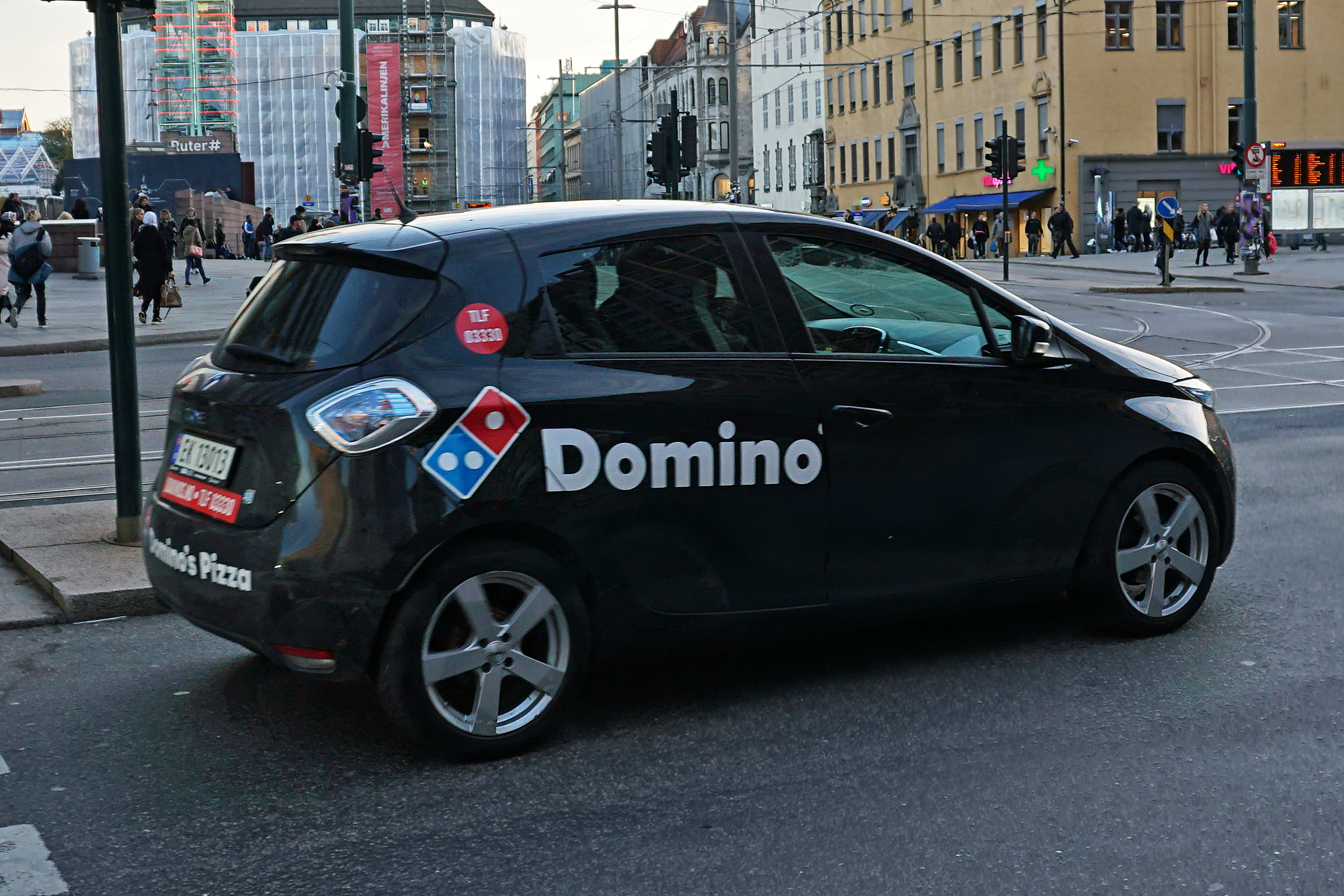
Zoe dowożące pizzę w Norwegii

- Do końca września 2013 firma Renault sprzedała 6600 z zakładanych 50 000 egzemplarzy[21]
- Na niską sprzedaż w pierwszych dwóch latach miał wpływ system dystrybucji. Samochodu nie można było kupić z bateriami, za które trzeba było wnosić comiesięczną opłatę. Wraz z decyzją o zmianie sposobu dystrybucji (sprzedaż baterii wraz z samochodem) sprzedaż Zoe wzrosła.
- W okresie październik 2013 do listopad 2014, sprzedaż wyniosła około 10 000 egzemplarzy, osiągając sumaryczny wynik 16 397 samochodów na koniec listopada 2014 i ma tendencję wzrostową.[22]
- W 2014 roku Renault Zoe zostało drugim najlepiej sprzedającym się autem elektrycznym w Europie, z wynikiem 11 227 egzemplarzy (osiągając 20% udziału w rynku tych aut).[23]
- W 2015 roku Renault Zoe zostało najlepiej sprzedającym się autem elektrycznym w Europie, z wynikiem 18 453 samochodów.
- Tytuł najlepiej sprzedającego się auta elektrycznego w Europie został obroniony w 2016 roku. W tym roku sprzedano łącznie 21 735 samochodów, co stanowi wzrost o 18%.
- W 2017 roku, trzeci raz z rzędu, Renault Zoe zostało najlepiej się sprzedającym autem elektrycznym w Europie. Łącznie sprzedano 31 410 tych samochodów[24], co stanowi wzrost o 45%.
- Rok 2018 zamknął się ze wzrostem sprzedaży o niespełna 23%. W Europie sprzedano łącznie 38 538 samochodów Renault Zoe, co pozwoliło na zajęcie drugiego miejsca w statystykach sprzedaży, tuż za nową generacją Nissana Leafa[25].
- W trakcie 2019 roku wprowadzono do sprzedaży drugą generację Renault Zoe, co poskutkowało wzrostem sprzedaży o kolejne 23%, do poziomu 47 408 egzemplarzy. Rezultat ten pozwolił Zoe na zajęcie drugiego miejsca w Europie, za wprowadzonym do sprzedaży Tesla Model 3[26].
- Po trzech latach przerwy Renault Zoe wróciło na pierwsze miejsce na liście sprzedaży samochodów elektrycznych w Europie, z wynikiem 99 613 egzemplarzy, co stanowiło wzrost o 110% względem roku poprzedniego. Zoe wyprzedziło Teslę Model 3 oraz Volkswagena ID.3.
- W lipcu 2020 roku australijski oddział Renault podjął nietypową, w świetle rosnącej popularności samochodów elektrycznych w skali globalnej, decyzję o wycofaniu Zoe ze sprzedaży. Jako powód wskazano niezadowalającą sprzedaż oraz niezadowalający stopień rządowych inicjatyw w kierunku rozwoju infrastruktury dla samochodów napędzanych prądem[27].
- W lutym 2021 roku globalna sprzedaż Renault Zoe na rynkach Europy, Ameryki Południowej, Australii i Azji przekroczyła pułap 270 000 egzemplarzy od momentu debiutu w 2012 roku[28].

| Rok  | Wysokość sprzedaży | Różnica | Udział | Miejsce na liście bestsellerów |
| ---- | ------------------ | ------- | ------ | ------------------------------ |
| 2013 | 8858               | -       | 13%    | 2                              |
| 2014 | 11227              | 27%     | 20%    | 2                              |
| 2015 | 18453              | 65%     | 10%    | 1                              |
| 2016 | 21735              | 18%     | 10%    | 1                              |
| 2017 | 31410              | 45%     | 10%    | 1                              |
| 2018 | 38538              | 23%     | 10%    | 2                              |
| 2019 | 47408              | 23%     | 8%     | 2                              |
| 2020 | 99613              | 110%    | 7%     | 1                              |